# 棕斑兔頭魨
棕斑兔頭魨為輻鰭魚綱魨形目四齒魨亞目四齒魨科的其中一種，分布於印度西太平洋區，從紅海至澳洲海域及半鹹水域，被引進東地中海，體長可達25公分，棲息在沿海或河口區，成群活動，生活習性不明。

## 扩展阅读
維基物種上的相關：棕斑兔頭魨